# Mark Tseitlin

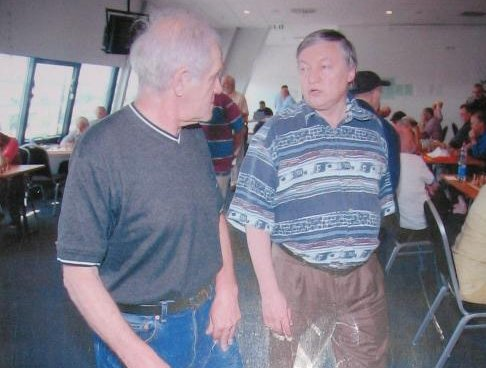
Tseitlin i Kàrpov

Mark Danilóvitx Tseitlin (en hebreu: מארק דנילוביץ צייטלין; en rus: Марк Данилович Цейтлин) (Leningrad, 23 de setembre de 1943 – Jerusalem, 24 de gener de 2022) va ser un jugador i entrenador d'escacs jueu israelià d'origen rus que va tenir el títol de Gran Mestre des de 1997.
Tseitlin era conegut pel seu agut estil de joc, la seva visió tàctica, i els seus atacs al rei amb sacrificis de material, i és considerat un expert en diverses obertures, com ara la defensa Grunfeld.

## Biografia i resultats destacats en competició
Mark Tseitlin va prendre contacte amb els escacs al Palau de Pioners de Leningrad, i es va formar de manera autodidacta, sense entrenador. Va obtenir el títol de Mestre Internacional el 1978. Fou campió de Leningrad quatre cops, els anys 1970, 1975, 1976, i exaequo el 1978.
Va emigrar a Israel el 1990, i va obtenir el títol de Gran Mestre el 1997. Allà, va fer d'entrenador al Club d'Escacs Eliahu Levant de Beerxeba, un club d'anomenada freqüentat per molts dels millors escaquistes israelians. Va ser molts cops campió del Club d'escacs de Beerxeba.
Durant la seva carrera va derrotar molts jugadors importants. Els seus millors resultats en torneigs foren un primer lloc a Polanica Zdroj el 1978 (per davant d'Andersson), i un segon lloc a Trnava 1979 (el campió fou Ján Plachetka).

### Campió d'Europa sènior
Mark Tseitlin va ser Campió d'Europa Sènior quatre cops (el 2004 a Arvier, el 2005 a Bad Homerg, el 2008 a Davos, i el 2013 a Plòvdiv).
El 2004 va guanyar el 1r Campionat del món sènior per equips, conjuntament amb Jacob Murey, Yair Kraidman i Yedael Stepak.

## Entrenador d'escacs
Tseitlin va fer d'entrenador de molts Mestres i Grans Mestres; entre els seus deixebles hi ha famosos GMs com ara Alexander Finkel, Boris Avrukh, Ilià Smirin, Victor Mikhalevski i Dimitri Tyomkin. Mark Tseitlin també va contribuir a l'ascenció de l'excampió del món Anatoli Kàrpov, i del fort GM soviètic Rafael Vaganian.

## Partides notables
|   | a | b | c | d | e | f | g | h |   |
| 8 | a8 negres torre · c8 negres alfil · d8 negres dama · e8 negres rei · f8 negres alfil · h8 negres torre · f7 negres peó · g7 negres peó · a6 negres peó · e6 negres peó · f6 negres cavall · h6 negres peó · c5 negres peó · c4 negres peó · d4 blanques cavall · e4 blanques peó · c3 blanques cavall · e3 blanques alfil · f3 blanques dama · a2 blanques peó · c2 blanques peó · f2 blanques peó · g2 blanques peó · h2 blanques peó · a1 blanques torre · f1 blanques torre · g1 blanques rei | a8 negres torre · c8 negres alfil · d8 negres dama · e8 negres rei · f8 negres alfil · h8 negres torre · f7 negres peó · g7 negres peó · a6 negres peó · e6 negres peó · f6 negres cavall · h6 negres peó · c5 negres peó · c4 negres peó · d4 blanques cavall · e4 blanques peó · c3 blanques cavall · e3 blanques alfil · f3 blanques dama · a2 blanques peó · c2 blanques peó · f2 blanques peó · g2 blanques peó · h2 blanques peó · a1 blanques torre · f1 blanques torre · g1 blanques rei | a8 negres torre · c8 negres alfil · d8 negres dama · e8 negres rei · f8 negres alfil · h8 negres torre · f7 negres peó · g7 negres peó · a6 negres peó · e6 negres peó · f6 negres cavall · h6 negres peó · c5 negres peó · c4 negres peó · d4 blanques cavall · e4 blanques peó · c3 blanques cavall · e3 blanques alfil · f3 blanques dama · a2 blanques peó · c2 blanques peó · f2 blanques peó · g2 blanques peó · h2 blanques peó · a1 blanques torre · f1 blanques torre · g1 blanques rei | a8 negres torre · c8 negres alfil · d8 negres dama · e8 negres rei · f8 negres alfil · h8 negres torre · f7 negres peó · g7 negres peó · a6 negres peó · e6 negres peó · f6 negres cavall · h6 negres peó · c5 negres peó · c4 negres peó · d4 blanques cavall · e4 blanques peó · c3 blanques cavall · e3 blanques alfil · f3 blanques dama · a2 blanques peó · c2 blanques peó · f2 blanques peó · g2 blanques peó · h2 blanques peó · a1 blanques torre · f1 blanques torre · g1 blanques rei | a8 negres torre · c8 negres alfil · d8 negres dama · e8 negres rei · f8 negres alfil · h8 negres torre · f7 negres peó · g7 negres peó · a6 negres peó · e6 negres peó · f6 negres cavall · h6 negres peó · c5 negres peó · c4 negres peó · d4 blanques cavall · e4 blanques peó · c3 blanques cavall · e3 blanques alfil · f3 blanques dama · a2 blanques peó · c2 blanques peó · f2 blanques peó · g2 blanques peó · h2 blanques peó · a1 blanques torre · f1 blanques torre · g1 blanques rei | a8 negres torre · c8 negres alfil · d8 negres dama · e8 negres rei · f8 negres alfil · h8 negres torre · f7 negres peó · g7 negres peó · a6 negres peó · e6 negres peó · f6 negres cavall · h6 negres peó · c5 negres peó · c4 negres peó · d4 blanques cavall · e4 blanques peó · c3 blanques cavall · e3 blanques alfil · f3 blanques dama · a2 blanques peó · c2 blanques peó · f2 blanques peó · g2 blanques peó · h2 blanques peó · a1 blanques torre · f1 blanques torre · g1 blanques rei | a8 negres torre · c8 negres alfil · d8 negres dama · e8 negres rei · f8 negres alfil · h8 negres torre · f7 negres peó · g7 negres peó · a6 negres peó · e6 negres peó · f6 negres cavall · h6 negres peó · c5 negres peó · c4 negres peó · d4 blanques cavall · e4 blanques peó · c3 blanques cavall · e3 blanques alfil · f3 blanques dama · a2 blanques peó · c2 blanques peó · f2 blanques peó · g2 blanques peó · h2 blanques peó · a1 blanques torre · f1 blanques torre · g1 blanques rei | a8 negres torre · c8 negres alfil · d8 negres dama · e8 negres rei · f8 negres alfil · h8 negres torre · f7 negres peó · g7 negres peó · a6 negres peó · e6 negres peó · f6 negres cavall · h6 negres peó · c5 negres peó · c4 negres peó · d4 blanques cavall · e4 blanques peó · c3 blanques cavall · e3 blanques alfil · f3 blanques dama · a2 blanques peó · c2 blanques peó · f2 blanques peó · g2 blanques peó · h2 blanques peó · a1 blanques torre · f1 blanques torre · g1 blanques rei | 8 |
| 7 | a8 negres torre · c8 negres alfil · d8 negres dama · e8 negres rei · f8 negres alfil · h8 negres torre · f7 negres peó · g7 negres peó · a6 negres peó · e6 negres peó · f6 negres cavall · h6 negres peó · c5 negres peó · c4 negres peó · d4 blanques cavall · e4 blanques peó · c3 blanques cavall · e3 blanques alfil · f3 blanques dama · a2 blanques peó · c2 blanques peó · f2 blanques peó · g2 blanques peó · h2 blanques peó · a1 blanques torre · f1 blanques torre · g1 blanques rei | a8 negres torre · c8 negres alfil · d8 negres dama · e8 negres rei · f8 negres alfil · h8 negres torre · f7 negres peó · g7 negres peó · a6 negres peó · e6 negres peó · f6 negres cavall · h6 negres peó · c5 negres peó · c4 negres peó · d4 blanques cavall · e4 blanques peó · c3 blanques cavall · e3 blanques alfil · f3 blanques dama · a2 blanques peó · c2 blanques peó · f2 blanques peó · g2 blanques peó · h2 blanques peó · a1 blanques torre · f1 blanques torre · g1 blanques rei | a8 negres torre · c8 negres alfil · d8 negres dama · e8 negres rei · f8 negres alfil · h8 negres torre · f7 negres peó · g7 negres peó · a6 negres peó · e6 negres peó · f6 negres cavall · h6 negres peó · c5 negres peó · c4 negres peó · d4 blanques cavall · e4 blanques peó · c3 blanques cavall · e3 blanques alfil · f3 blanques dama · a2 blanques peó · c2 blanques peó · f2 blanques peó · g2 blanques peó · h2 blanques peó · a1 blanques torre · f1 blanques torre · g1 blanques rei | a8 negres torre · c8 negres alfil · d8 negres dama · e8 negres rei · f8 negres alfil · h8 negres torre · f7 negres peó · g7 negres peó · a6 negres peó · e6 negres peó · f6 negres cavall · h6 negres peó · c5 negres peó · c4 negres peó · d4 blanques cavall · e4 blanques peó · c3 blanques cavall · e3 blanques alfil · f3 blanques dama · a2 blanques peó · c2 blanques peó · f2 blanques peó · g2 blanques peó · h2 blanques peó · a1 blanques torre · f1 blanques torre · g1 blanques rei | a8 negres torre · c8 negres alfil · d8 negres dama · e8 negres rei · f8 negres alfil · h8 negres torre · f7 negres peó · g7 negres peó · a6 negres peó · e6 negres peó · f6 negres cavall · h6 negres peó · c5 negres peó · c4 negres peó · d4 blanques cavall · e4 blanques peó · c3 blanques cavall · e3 blanques alfil · f3 blanques dama · a2 blanques peó · c2 blanques peó · f2 blanques peó · g2 blanques peó · h2 blanques peó · a1 blanques torre · f1 blanques torre · g1 blanques rei | a8 negres torre · c8 negres alfil · d8 negres dama · e8 negres rei · f8 negres alfil · h8 negres torre · f7 negres peó · g7 negres peó · a6 negres peó · e6 negres peó · f6 negres cavall · h6 negres peó · c5 negres peó · c4 negres peó · d4 blanques cavall · e4 blanques peó · c3 blanques cavall · e3 blanques alfil · f3 blanques dama · a2 blanques peó · c2 blanques peó · f2 blanques peó · g2 blanques peó · h2 blanques peó · a1 blanques torre · f1 blanques torre · g1 blanques rei | a8 negres torre · c8 negres alfil · d8 negres dama · e8 negres rei · f8 negres alfil · h8 negres torre · f7 negres peó · g7 negres peó · a6 negres peó · e6 negres peó · f6 negres cavall · h6 negres peó · c5 negres peó · c4 negres peó · d4 blanques cavall · e4 blanques peó · c3 blanques cavall · e3 blanques alfil · f3 blanques dama · a2 blanques peó · c2 blanques peó · f2 blanques peó · g2 blanques peó · h2 blanques peó · a1 blanques torre · f1 blanques torre · g1 blanques rei | a8 negres torre · c8 negres alfil · d8 negres dama · e8 negres rei · f8 negres alfil · h8 negres torre · f7 negres peó · g7 negres peó · a6 negres peó · e6 negres peó · f6 negres cavall · h6 negres peó · c5 negres peó · c4 negres peó · d4 blanques cavall · e4 blanques peó · c3 blanques cavall · e3 blanques alfil · f3 blanques dama · a2 blanques peó · c2 blanques peó · f2 blanques peó · g2 blanques peó · h2 blanques peó · a1 blanques torre · f1 blanques torre · g1 blanques rei | 7 |
| 6 | a8 negres torre · c8 negres alfil · d8 negres dama · e8 negres rei · f8 negres alfil · h8 negres torre · f7 negres peó · g7 negres peó · a6 negres peó · e6 negres peó · f6 negres cavall · h6 negres peó · c5 negres peó · c4 negres peó · d4 blanques cavall · e4 blanques peó · c3 blanques cavall · e3 blanques alfil · f3 blanques dama · a2 blanques peó · c2 blanques peó · f2 blanques peó · g2 blanques peó · h2 blanques peó · a1 blanques torre · f1 blanques torre · g1 blanques rei | a8 negres torre · c8 negres alfil · d8 negres dama · e8 negres rei · f8 negres alfil · h8 negres torre · f7 negres peó · g7 negres peó · a6 negres peó · e6 negres peó · f6 negres cavall · h6 negres peó · c5 negres peó · c4 negres peó · d4 blanques cavall · e4 blanques peó · c3 blanques cavall · e3 blanques alfil · f3 blanques dama · a2 blanques peó · c2 blanques peó · f2 blanques peó · g2 blanques peó · h2 blanques peó · a1 blanques torre · f1 blanques torre · g1 blanques rei | a8 negres torre · c8 negres alfil · d8 negres dama · e8 negres rei · f8 negres alfil · h8 negres torre · f7 negres peó · g7 negres peó · a6 negres peó · e6 negres peó · f6 negres cavall · h6 negres peó · c5 negres peó · c4 negres peó · d4 blanques cavall · e4 blanques peó · c3 blanques cavall · e3 blanques alfil · f3 blanques dama · a2 blanques peó · c2 blanques peó · f2 blanques peó · g2 blanques peó · h2 blanques peó · a1 blanques torre · f1 blanques torre · g1 blanques rei | a8 negres torre · c8 negres alfil · d8 negres dama · e8 negres rei · f8 negres alfil · h8 negres torre · f7 negres peó · g7 negres peó · a6 negres peó · e6 negres peó · f6 negres cavall · h6 negres peó · c5 negres peó · c4 negres peó · d4 blanques cavall · e4 blanques peó · c3 blanques cavall · e3 blanques alfil · f3 blanques dama · a2 blanques peó · c2 blanques peó · f2 blanques peó · g2 blanques peó · h2 blanques peó · a1 blanques torre · f1 blanques torre · g1 blanques rei | a8 negres torre · c8 negres alfil · d8 negres dama · e8 negres rei · f8 negres alfil · h8 negres torre · f7 negres peó · g7 negres peó · a6 negres peó · e6 negres peó · f6 negres cavall · h6 negres peó · c5 negres peó · c4 negres peó · d4 blanques cavall · e4 blanques peó · c3 blanques cavall · e3 blanques alfil · f3 blanques dama · a2 blanques peó · c2 blanques peó · f2 blanques peó · g2 blanques peó · h2 blanques peó · a1 blanques torre · f1 blanques torre · g1 blanques rei | a8 negres torre · c8 negres alfil · d8 negres dama · e8 negres rei · f8 negres alfil · h8 negres torre · f7 negres peó · g7 negres peó · a6 negres peó · e6 negres peó · f6 negres cavall · h6 negres peó · c5 negres peó · c4 negres peó · d4 blanques cavall · e4 blanques peó · c3 blanques cavall · e3 blanques alfil · f3 blanques dama · a2 blanques peó · c2 blanques peó · f2 blanques peó · g2 blanques peó · h2 blanques peó · a1 blanques torre · f1 blanques torre · g1 blanques rei | a8 negres torre · c8 negres alfil · d8 negres dama · e8 negres rei · f8 negres alfil · h8 negres torre · f7 negres peó · g7 negres peó · a6 negres peó · e6 negres peó · f6 negres cavall · h6 negres peó · c5 negres peó · c4 negres peó · d4 blanques cavall · e4 blanques peó · c3 blanques cavall · e3 blanques alfil · f3 blanques dama · a2 blanques peó · c2 blanques peó · f2 blanques peó · g2 blanques peó · h2 blanques peó · a1 blanques torre · f1 blanques torre · g1 blanques rei | a8 negres torre · c8 negres alfil · d8 negres dama · e8 negres rei · f8 negres alfil · h8 negres torre · f7 negres peó · g7 negres peó · a6 negres peó · e6 negres peó · f6 negres cavall · h6 negres peó · c5 negres peó · c4 negres peó · d4 blanques cavall · e4 blanques peó · c3 blanques cavall · e3 blanques alfil · f3 blanques dama · a2 blanques peó · c2 blanques peó · f2 blanques peó · g2 blanques peó · h2 blanques peó · a1 blanques torre · f1 blanques torre · g1 blanques rei | 6 |
| 5 | a8 negres torre · c8 negres alfil · d8 negres dama · e8 negres rei · f8 negres alfil · h8 negres torre · f7 negres peó · g7 negres peó · a6 negres peó · e6 negres peó · f6 negres cavall · h6 negres peó · c5 negres peó · c4 negres peó · d4 blanques cavall · e4 blanques peó · c3 blanques cavall · e3 blanques alfil · f3 blanques dama · a2 blanques peó · c2 blanques peó · f2 blanques peó · g2 blanques peó · h2 blanques peó · a1 blanques torre · f1 blanques torre · g1 blanques rei | a8 negres torre · c8 negres alfil · d8 negres dama · e8 negres rei · f8 negres alfil · h8 negres torre · f7 negres peó · g7 negres peó · a6 negres peó · e6 negres peó · f6 negres cavall · h6 negres peó · c5 negres peó · c4 negres peó · d4 blanques cavall · e4 blanques peó · c3 blanques cavall · e3 blanques alfil · f3 blanques dama · a2 blanques peó · c2 blanques peó · f2 blanques peó · g2 blanques peó · h2 blanques peó · a1 blanques torre · f1 blanques torre · g1 blanques rei | a8 negres torre · c8 negres alfil · d8 negres dama · e8 negres rei · f8 negres alfil · h8 negres torre · f7 negres peó · g7 negres peó · a6 negres peó · e6 negres peó · f6 negres cavall · h6 negres peó · c5 negres peó · c4 negres peó · d4 blanques cavall · e4 blanques peó · c3 blanques cavall · e3 blanques alfil · f3 blanques dama · a2 blanques peó · c2 blanques peó · f2 blanques peó · g2 blanques peó · h2 blanques peó · a1 blanques torre · f1 blanques torre · g1 blanques rei | a8 negres torre · c8 negres alfil · d8 negres dama · e8 negres rei · f8 negres alfil · h8 negres torre · f7 negres peó · g7 negres peó · a6 negres peó · e6 negres peó · f6 negres cavall · h6 negres peó · c5 negres peó · c4 negres peó · d4 blanques cavall · e4 blanques peó · c3 blanques cavall · e3 blanques alfil · f3 blanques dama · a2 blanques peó · c2 blanques peó · f2 blanques peó · g2 blanques peó · h2 blanques peó · a1 blanques torre · f1 blanques torre · g1 blanques rei | a8 negres torre · c8 negres alfil · d8 negres dama · e8 negres rei · f8 negres alfil · h8 negres torre · f7 negres peó · g7 negres peó · a6 negres peó · e6 negres peó · f6 negres cavall · h6 negres peó · c5 negres peó · c4 negres peó · d4 blanques cavall · e4 blanques peó · c3 blanques cavall · e3 blanques alfil · f3 blanques dama · a2 blanques peó · c2 blanques peó · f2 blanques peó · g2 blanques peó · h2 blanques peó · a1 blanques torre · f1 blanques torre · g1 blanques rei | a8 negres torre · c8 negres alfil · d8 negres dama · e8 negres rei · f8 negres alfil · h8 negres torre · f7 negres peó · g7 negres peó · a6 negres peó · e6 negres peó · f6 negres cavall · h6 negres peó · c5 negres peó · c4 negres peó · d4 blanques cavall · e4 blanques peó · c3 blanques cavall · e3 blanques alfil · f3 blanques dama · a2 blanques peó · c2 blanques peó · f2 blanques peó · g2 blanques peó · h2 blanques peó · a1 blanques torre · f1 blanques torre · g1 blanques rei | a8 negres torre · c8 negres alfil · d8 negres dama · e8 negres rei · f8 negres alfil · h8 negres torre · f7 negres peó · g7 negres peó · a6 negres peó · e6 negres peó · f6 negres cavall · h6 negres peó · c5 negres peó · c4 negres peó · d4 blanques cavall · e4 blanques peó · c3 blanques cavall · e3 blanques alfil · f3 blanques dama · a2 blanques peó · c2 blanques peó · f2 blanques peó · g2 blanques peó · h2 blanques peó · a1 blanques torre · f1 blanques torre · g1 blanques rei | a8 negres torre · c8 negres alfil · d8 negres dama · e8 negres rei · f8 negres alfil · h8 negres torre · f7 negres peó · g7 negres peó · a6 negres peó · e6 negres peó · f6 negres cavall · h6 negres peó · c5 negres peó · c4 negres peó · d4 blanques cavall · e4 blanques peó · c3 blanques cavall · e3 blanques alfil · f3 blanques dama · a2 blanques peó · c2 blanques peó · f2 blanques peó · g2 blanques peó · h2 blanques peó · a1 blanques torre · f1 blanques torre · g1 blanques rei | 5 |
| 4 | a8 negres torre · c8 negres alfil · d8 negres dama · e8 negres rei · f8 negres alfil · h8 negres torre · f7 negres peó · g7 negres peó · a6 negres peó · e6 negres peó · f6 negres cavall · h6 negres peó · c5 negres peó · c4 negres peó · d4 blanques cavall · e4 blanques peó · c3 blanques cavall · e3 blanques alfil · f3 blanques dama · a2 blanques peó · c2 blanques peó · f2 blanques peó · g2 blanques peó · h2 blanques peó · a1 blanques torre · f1 blanques torre · g1 blanques rei | a8 negres torre · c8 negres alfil · d8 negres dama · e8 negres rei · f8 negres alfil · h8 negres torre · f7 negres peó · g7 negres peó · a6 negres peó · e6 negres peó · f6 negres cavall · h6 negres peó · c5 negres peó · c4 negres peó · d4 blanques cavall · e4 blanques peó · c3 blanques cavall · e3 blanques alfil · f3 blanques dama · a2 blanques peó · c2 blanques peó · f2 blanques peó · g2 blanques peó · h2 blanques peó · a1 blanques torre · f1 blanques torre · g1 blanques rei | a8 negres torre · c8 negres alfil · d8 negres dama · e8 negres rei · f8 negres alfil · h8 negres torre · f7 negres peó · g7 negres peó · a6 negres peó · e6 negres peó · f6 negres cavall · h6 negres peó · c5 negres peó · c4 negres peó · d4 blanques cavall · e4 blanques peó · c3 blanques cavall · e3 blanques alfil · f3 blanques dama · a2 blanques peó · c2 blanques peó · f2 blanques peó · g2 blanques peó · h2 blanques peó · a1 blanques torre · f1 blanques torre · g1 blanques rei | a8 negres torre · c8 negres alfil · d8 negres dama · e8 negres rei · f8 negres alfil · h8 negres torre · f7 negres peó · g7 negres peó · a6 negres peó · e6 negres peó · f6 negres cavall · h6 negres peó · c5 negres peó · c4 negres peó · d4 blanques cavall · e4 blanques peó · c3 blanques cavall · e3 blanques alfil · f3 blanques dama · a2 blanques peó · c2 blanques peó · f2 blanques peó · g2 blanques peó · h2 blanques peó · a1 blanques torre · f1 blanques torre · g1 blanques rei | a8 negres torre · c8 negres alfil · d8 negres dama · e8 negres rei · f8 negres alfil · h8 negres torre · f7 negres peó · g7 negres peó · a6 negres peó · e6 negres peó · f6 negres cavall · h6 negres peó · c5 negres peó · c4 negres peó · d4 blanques cavall · e4 blanques peó · c3 blanques cavall · e3 blanques alfil · f3 blanques dama · a2 blanques peó · c2 blanques peó · f2 blanques peó · g2 blanques peó · h2 blanques peó · a1 blanques torre · f1 blanques torre · g1 blanques rei | a8 negres torre · c8 negres alfil · d8 negres dama · e8 negres rei · f8 negres alfil · h8 negres torre · f7 negres peó · g7 negres peó · a6 negres peó · e6 negres peó · f6 negres cavall · h6 negres peó · c5 negres peó · c4 negres peó · d4 blanques cavall · e4 blanques peó · c3 blanques cavall · e3 blanques alfil · f3 blanques dama · a2 blanques peó · c2 blanques peó · f2 blanques peó · g2 blanques peó · h2 blanques peó · a1 blanques torre · f1 blanques torre · g1 blanques rei | a8 negres torre · c8 negres alfil · d8 negres dama · e8 negres rei · f8 negres alfil · h8 negres torre · f7 negres peó · g7 negres peó · a6 negres peó · e6 negres peó · f6 negres cavall · h6 negres peó · c5 negres peó · c4 negres peó · d4 blanques cavall · e4 blanques peó · c3 blanques cavall · e3 blanques alfil · f3 blanques dama · a2 blanques peó · c2 blanques peó · f2 blanques peó · g2 blanques peó · h2 blanques peó · a1 blanques torre · f1 blanques torre · g1 blanques rei | a8 negres torre · c8 negres alfil · d8 negres dama · e8 negres rei · f8 negres alfil · h8 negres torre · f7 negres peó · g7 negres peó · a6 negres peó · e6 negres peó · f6 negres cavall · h6 negres peó · c5 negres peó · c4 negres peó · d4 blanques cavall · e4 blanques peó · c3 blanques cavall · e3 blanques alfil · f3 blanques dama · a2 blanques peó · c2 blanques peó · f2 blanques peó · g2 blanques peó · h2 blanques peó · a1 blanques torre · f1 blanques torre · g1 blanques rei | 4 |
| 3 | a8 negres torre · c8 negres alfil · d8 negres dama · e8 negres rei · f8 negres alfil · h8 negres torre · f7 negres peó · g7 negres peó · a6 negres peó · e6 negres peó · f6 negres cavall · h6 negres peó · c5 negres peó · c4 negres peó · d4 blanques cavall · e4 blanques peó · c3 blanques cavall · e3 blanques alfil · f3 blanques dama · a2 blanques peó · c2 blanques peó · f2 blanques peó · g2 blanques peó · h2 blanques peó · a1 blanques torre · f1 blanques torre · g1 blanques rei | a8 negres torre · c8 negres alfil · d8 negres dama · e8 negres rei · f8 negres alfil · h8 negres torre · f7 negres peó · g7 negres peó · a6 negres peó · e6 negres peó · f6 negres cavall · h6 negres peó · c5 negres peó · c4 negres peó · d4 blanques cavall · e4 blanques peó · c3 blanques cavall · e3 blanques alfil · f3 blanques dama · a2 blanques peó · c2 blanques peó · f2 blanques peó · g2 blanques peó · h2 blanques peó · a1 blanques torre · f1 blanques torre · g1 blanques rei | a8 negres torre · c8 negres alfil · d8 negres dama · e8 negres rei · f8 negres alfil · h8 negres torre · f7 negres peó · g7 negres peó · a6 negres peó · e6 negres peó · f6 negres cavall · h6 negres peó · c5 negres peó · c4 negres peó · d4 blanques cavall · e4 blanques peó · c3 blanques cavall · e3 blanques alfil · f3 blanques dama · a2 blanques peó · c2 blanques peó · f2 blanques peó · g2 blanques peó · h2 blanques peó · a1 blanques torre · f1 blanques torre · g1 blanques rei | a8 negres torre · c8 negres alfil · d8 negres dama · e8 negres rei · f8 negres alfil · h8 negres torre · f7 negres peó · g7 negres peó · a6 negres peó · e6 negres peó · f6 negres cavall · h6 negres peó · c5 negres peó · c4 negres peó · d4 blanques cavall · e4 blanques peó · c3 blanques cavall · e3 blanques alfil · f3 blanques dama · a2 blanques peó · c2 blanques peó · f2 blanques peó · g2 blanques peó · h2 blanques peó · a1 blanques torre · f1 blanques torre · g1 blanques rei | a8 negres torre · c8 negres alfil · d8 negres dama · e8 negres rei · f8 negres alfil · h8 negres torre · f7 negres peó · g7 negres peó · a6 negres peó · e6 negres peó · f6 negres cavall · h6 negres peó · c5 negres peó · c4 negres peó · d4 blanques cavall · e4 blanques peó · c3 blanques cavall · e3 blanques alfil · f3 blanques dama · a2 blanques peó · c2 blanques peó · f2 blanques peó · g2 blanques peó · h2 blanques peó · a1 blanques torre · f1 blanques torre · g1 blanques rei | a8 negres torre · c8 negres alfil · d8 negres dama · e8 negres rei · f8 negres alfil · h8 negres torre · f7 negres peó · g7 negres peó · a6 negres peó · e6 negres peó · f6 negres cavall · h6 negres peó · c5 negres peó · c4 negres peó · d4 blanques cavall · e4 blanques peó · c3 blanques cavall · e3 blanques alfil · f3 blanques dama · a2 blanques peó · c2 blanques peó · f2 blanques peó · g2 blanques peó · h2 blanques peó · a1 blanques torre · f1 blanques torre · g1 blanques rei | a8 negres torre · c8 negres alfil · d8 negres dama · e8 negres rei · f8 negres alfil · h8 negres torre · f7 negres peó · g7 negres peó · a6 negres peó · e6 negres peó · f6 negres cavall · h6 negres peó · c5 negres peó · c4 negres peó · d4 blanques cavall · e4 blanques peó · c3 blanques cavall · e3 blanques alfil · f3 blanques dama · a2 blanques peó · c2 blanques peó · f2 blanques peó · g2 blanques peó · h2 blanques peó · a1 blanques torre · f1 blanques torre · g1 blanques rei | a8 negres torre · c8 negres alfil · d8 negres dama · e8 negres rei · f8 negres alfil · h8 negres torre · f7 negres peó · g7 negres peó · a6 negres peó · e6 negres peó · f6 negres cavall · h6 negres peó · c5 negres peó · c4 negres peó · d4 blanques cavall · e4 blanques peó · c3 blanques cavall · e3 blanques alfil · f3 blanques dama · a2 blanques peó · c2 blanques peó · f2 blanques peó · g2 blanques peó · h2 blanques peó · a1 blanques torre · f1 blanques torre · g1 blanques rei | 3 |
| 2 | a8 negres torre · c8 negres alfil · d8 negres dama · e8 negres rei · f8 negres alfil · h8 negres torre · f7 negres peó · g7 negres peó · a6 negres peó · e6 negres peó · f6 negres cavall · h6 negres peó · c5 negres peó · c4 negres peó · d4 blanques cavall · e4 blanques peó · c3 blanques cavall · e3 blanques alfil · f3 blanques dama · a2 blanques peó · c2 blanques peó · f2 blanques peó · g2 blanques peó · h2 blanques peó · a1 blanques torre · f1 blanques torre · g1 blanques rei | a8 negres torre · c8 negres alfil · d8 negres dama · e8 negres rei · f8 negres alfil · h8 negres torre · f7 negres peó · g7 negres peó · a6 negres peó · e6 negres peó · f6 negres cavall · h6 negres peó · c5 negres peó · c4 negres peó · d4 blanques cavall · e4 blanques peó · c3 blanques cavall · e3 blanques alfil · f3 blanques dama · a2 blanques peó · c2 blanques peó · f2 blanques peó · g2 blanques peó · h2 blanques peó · a1 blanques torre · f1 blanques torre · g1 blanques rei | a8 negres torre · c8 negres alfil · d8 negres dama · e8 negres rei · f8 negres alfil · h8 negres torre · f7 negres peó · g7 negres peó · a6 negres peó · e6 negres peó · f6 negres cavall · h6 negres peó · c5 negres peó · c4 negres peó · d4 blanques cavall · e4 blanques peó · c3 blanques cavall · e3 blanques alfil · f3 blanques dama · a2 blanques peó · c2 blanques peó · f2 blanques peó · g2 blanques peó · h2 blanques peó · a1 blanques torre · f1 blanques torre · g1 blanques rei | a8 negres torre · c8 negres alfil · d8 negres dama · e8 negres rei · f8 negres alfil · h8 negres torre · f7 negres peó · g7 negres peó · a6 negres peó · e6 negres peó · f6 negres cavall · h6 negres peó · c5 negres peó · c4 negres peó · d4 blanques cavall · e4 blanques peó · c3 blanques cavall · e3 blanques alfil · f3 blanques dama · a2 blanques peó · c2 blanques peó · f2 blanques peó · g2 blanques peó · h2 blanques peó · a1 blanques torre · f1 blanques torre · g1 blanques rei | a8 negres torre · c8 negres alfil · d8 negres dama · e8 negres rei · f8 negres alfil · h8 negres torre · f7 negres peó · g7 negres peó · a6 negres peó · e6 negres peó · f6 negres cavall · h6 negres peó · c5 negres peó · c4 negres peó · d4 blanques cavall · e4 blanques peó · c3 blanques cavall · e3 blanques alfil · f3 blanques dama · a2 blanques peó · c2 blanques peó · f2 blanques peó · g2 blanques peó · h2 blanques peó · a1 blanques torre · f1 blanques torre · g1 blanques rei | a8 negres torre · c8 negres alfil · d8 negres dama · e8 negres rei · f8 negres alfil · h8 negres torre · f7 negres peó · g7 negres peó · a6 negres peó · e6 negres peó · f6 negres cavall · h6 negres peó · c5 negres peó · c4 negres peó · d4 blanques cavall · e4 blanques peó · c3 blanques cavall · e3 blanques alfil · f3 blanques dama · a2 blanques peó · c2 blanques peó · f2 blanques peó · g2 blanques peó · h2 blanques peó · a1 blanques torre · f1 blanques torre · g1 blanques rei | a8 negres torre · c8 negres alfil · d8 negres dama · e8 negres rei · f8 negres alfil · h8 negres torre · f7 negres peó · g7 negres peó · a6 negres peó · e6 negres peó · f6 negres cavall · h6 negres peó · c5 negres peó · c4 negres peó · d4 blanques cavall · e4 blanques peó · c3 blanques cavall · e3 blanques alfil · f3 blanques dama · a2 blanques peó · c2 blanques peó · f2 blanques peó · g2 blanques peó · h2 blanques peó · a1 blanques torre · f1 blanques torre · g1 blanques rei | a8 negres torre · c8 negres alfil · d8 negres dama · e8 negres rei · f8 negres alfil · h8 negres torre · f7 negres peó · g7 negres peó · a6 negres peó · e6 negres peó · f6 negres cavall · h6 negres peó · c5 negres peó · c4 negres peó · d4 blanques cavall · e4 blanques peó · c3 blanques cavall · e3 blanques alfil · f3 blanques dama · a2 blanques peó · c2 blanques peó · f2 blanques peó · g2 blanques peó · h2 blanques peó · a1 blanques torre · f1 blanques torre · g1 blanques rei | 2 |
| 1 | a8 negres torre · c8 negres alfil · d8 negres dama · e8 negres rei · f8 negres alfil · h8 negres torre · f7 negres peó · g7 negres peó · a6 negres peó · e6 negres peó · f6 negres cavall · h6 negres peó · c5 negres peó · c4 negres peó · d4 blanques cavall · e4 blanques peó · c3 blanques cavall · e3 blanques alfil · f3 blanques dama · a2 blanques peó · c2 blanques peó · f2 blanques peó · g2 blanques peó · h2 blanques peó · a1 blanques torre · f1 blanques torre · g1 blanques rei | a8 negres torre · c8 negres alfil · d8 negres dama · e8 negres rei · f8 negres alfil · h8 negres torre · f7 negres peó · g7 negres peó · a6 negres peó · e6 negres peó · f6 negres cavall · h6 negres peó · c5 negres peó · c4 negres peó · d4 blanques cavall · e4 blanques peó · c3 blanques cavall · e3 blanques alfil · f3 blanques dama · a2 blanques peó · c2 blanques peó · f2 blanques peó · g2 blanques peó · h2 blanques peó · a1 blanques torre · f1 blanques torre · g1 blanques rei | a8 negres torre · c8 negres alfil · d8 negres dama · e8 negres rei · f8 negres alfil · h8 negres torre · f7 negres peó · g7 negres peó · a6 negres peó · e6 negres peó · f6 negres cavall · h6 negres peó · c5 negres peó · c4 negres peó · d4 blanques cavall · e4 blanques peó · c3 blanques cavall · e3 blanques alfil · f3 blanques dama · a2 blanques peó · c2 blanques peó · f2 blanques peó · g2 blanques peó · h2 blanques peó · a1 blanques torre · f1 blanques torre · g1 blanques rei | a8 negres torre · c8 negres alfil · d8 negres dama · e8 negres rei · f8 negres alfil · h8 negres torre · f7 negres peó · g7 negres peó · a6 negres peó · e6 negres peó · f6 negres cavall · h6 negres peó · c5 negres peó · c4 negres peó · d4 blanques cavall · e4 blanques peó · c3 blanques cavall · e3 blanques alfil · f3 blanques dama · a2 blanques peó · c2 blanques peó · f2 blanques peó · g2 blanques peó · h2 blanques peó · a1 blanques torre · f1 blanques torre · g1 blanques rei | a8 negres torre · c8 negres alfil · d8 negres dama · e8 negres rei · f8 negres alfil · h8 negres torre · f7 negres peó · g7 negres peó · a6 negres peó · e6 negres peó · f6 negres cavall · h6 negres peó · c5 negres peó · c4 negres peó · d4 blanques cavall · e4 blanques peó · c3 blanques cavall · e3 blanques alfil · f3 blanques dama · a2 blanques peó · c2 blanques peó · f2 blanques peó · g2 blanques peó · h2 blanques peó · a1 blanques torre · f1 blanques torre · g1 blanques rei | a8 negres torre · c8 negres alfil · d8 negres dama · e8 negres rei · f8 negres alfil · h8 negres torre · f7 negres peó · g7 negres peó · a6 negres peó · e6 negres peó · f6 negres cavall · h6 negres peó · c5 negres peó · c4 negres peó · d4 blanques cavall · e4 blanques peó · c3 blanques cavall · e3 blanques alfil · f3 blanques dama · a2 blanques peó · c2 blanques peó · f2 blanques peó · g2 blanques peó · h2 blanques peó · a1 blanques torre · f1 blanques torre · g1 blanques rei | a8 negres torre · c8 negres alfil · d8 negres dama · e8 negres rei · f8 negres alfil · h8 negres torre · f7 negres peó · g7 negres peó · a6 negres peó · e6 negres peó · f6 negres cavall · h6 negres peó · c5 negres peó · c4 negres peó · d4 blanques cavall · e4 blanques peó · c3 blanques cavall · e3 blanques alfil · f3 blanques dama · a2 blanques peó · c2 blanques peó · f2 blanques peó · g2 blanques peó · h2 blanques peó · a1 blanques torre · f1 blanques torre · g1 blanques rei | a8 negres torre · c8 negres alfil · d8 negres dama · e8 negres rei · f8 negres alfil · h8 negres torre · f7 negres peó · g7 negres peó · a6 negres peó · e6 negres peó · f6 negres cavall · h6 negres peó · c5 negres peó · c4 negres peó · d4 blanques cavall · e4 blanques peó · c3 blanques cavall · e3 blanques alfil · f3 blanques dama · a2 blanques peó · c2 blanques peó · f2 blanques peó · g2 blanques peó · h2 blanques peó · a1 blanques torre · f1 blanques torre · g1 blanques rei | 1 |
|   | a | b | c | d | e | f | g | h |   |

Posició després de 12. ... dc
|   | a | b | c | d | e | f | g | h |   |
| 8 | b8 blanques torre · h8 negres torre · a7 negres torre · f7 negres peó · h7 negres rei · a6 negres peó · f6 negres alfil · g6 negres peó · h6 negres peó · c5 negres peó · f5 negres dama · c4 negres peó · e4 negres alfil · f4 blanques cavall · h4 blanques peó · c3 blanques alfil · g3 blanques dama · a2 blanques peó · c2 blanques peó · f2 blanques peó · g2 blanques peó · b1 blanques torre · g1 blanques rei | b8 blanques torre · h8 negres torre · a7 negres torre · f7 negres peó · h7 negres rei · a6 negres peó · f6 negres alfil · g6 negres peó · h6 negres peó · c5 negres peó · f5 negres dama · c4 negres peó · e4 negres alfil · f4 blanques cavall · h4 blanques peó · c3 blanques alfil · g3 blanques dama · a2 blanques peó · c2 blanques peó · f2 blanques peó · g2 blanques peó · b1 blanques torre · g1 blanques rei | b8 blanques torre · h8 negres torre · a7 negres torre · f7 negres peó · h7 negres rei · a6 negres peó · f6 negres alfil · g6 negres peó · h6 negres peó · c5 negres peó · f5 negres dama · c4 negres peó · e4 negres alfil · f4 blanques cavall · h4 blanques peó · c3 blanques alfil · g3 blanques dama · a2 blanques peó · c2 blanques peó · f2 blanques peó · g2 blanques peó · b1 blanques torre · g1 blanques rei | b8 blanques torre · h8 negres torre · a7 negres torre · f7 negres peó · h7 negres rei · a6 negres peó · f6 negres alfil · g6 negres peó · h6 negres peó · c5 negres peó · f5 negres dama · c4 negres peó · e4 negres alfil · f4 blanques cavall · h4 blanques peó · c3 blanques alfil · g3 blanques dama · a2 blanques peó · c2 blanques peó · f2 blanques peó · g2 blanques peó · b1 blanques torre · g1 blanques rei | b8 blanques torre · h8 negres torre · a7 negres torre · f7 negres peó · h7 negres rei · a6 negres peó · f6 negres alfil · g6 negres peó · h6 negres peó · c5 negres peó · f5 negres dama · c4 negres peó · e4 negres alfil · f4 blanques cavall · h4 blanques peó · c3 blanques alfil · g3 blanques dama · a2 blanques peó · c2 blanques peó · f2 blanques peó · g2 blanques peó · b1 blanques torre · g1 blanques rei | b8 blanques torre · h8 negres torre · a7 negres torre · f7 negres peó · h7 negres rei · a6 negres peó · f6 negres alfil · g6 negres peó · h6 negres peó · c5 negres peó · f5 negres dama · c4 negres peó · e4 negres alfil · f4 blanques cavall · h4 blanques peó · c3 blanques alfil · g3 blanques dama · a2 blanques peó · c2 blanques peó · f2 blanques peó · g2 blanques peó · b1 blanques torre · g1 blanques rei | b8 blanques torre · h8 negres torre · a7 negres torre · f7 negres peó · h7 negres rei · a6 negres peó · f6 negres alfil · g6 negres peó · h6 negres peó · c5 negres peó · f5 negres dama · c4 negres peó · e4 negres alfil · f4 blanques cavall · h4 blanques peó · c3 blanques alfil · g3 blanques dama · a2 blanques peó · c2 blanques peó · f2 blanques peó · g2 blanques peó · b1 blanques torre · g1 blanques rei | b8 blanques torre · h8 negres torre · a7 negres torre · f7 negres peó · h7 negres rei · a6 negres peó · f6 negres alfil · g6 negres peó · h6 negres peó · c5 negres peó · f5 negres dama · c4 negres peó · e4 negres alfil · f4 blanques cavall · h4 blanques peó · c3 blanques alfil · g3 blanques dama · a2 blanques peó · c2 blanques peó · f2 blanques peó · g2 blanques peó · b1 blanques torre · g1 blanques rei | 8 |
| 7 | b8 blanques torre · h8 negres torre · a7 negres torre · f7 negres peó · h7 negres rei · a6 negres peó · f6 negres alfil · g6 negres peó · h6 negres peó · c5 negres peó · f5 negres dama · c4 negres peó · e4 negres alfil · f4 blanques cavall · h4 blanques peó · c3 blanques alfil · g3 blanques dama · a2 blanques peó · c2 blanques peó · f2 blanques peó · g2 blanques peó · b1 blanques torre · g1 blanques rei | b8 blanques torre · h8 negres torre · a7 negres torre · f7 negres peó · h7 negres rei · a6 negres peó · f6 negres alfil · g6 negres peó · h6 negres peó · c5 negres peó · f5 negres dama · c4 negres peó · e4 negres alfil · f4 blanques cavall · h4 blanques peó · c3 blanques alfil · g3 blanques dama · a2 blanques peó · c2 blanques peó · f2 blanques peó · g2 blanques peó · b1 blanques torre · g1 blanques rei | b8 blanques torre · h8 negres torre · a7 negres torre · f7 negres peó · h7 negres rei · a6 negres peó · f6 negres alfil · g6 negres peó · h6 negres peó · c5 negres peó · f5 negres dama · c4 negres peó · e4 negres alfil · f4 blanques cavall · h4 blanques peó · c3 blanques alfil · g3 blanques dama · a2 blanques peó · c2 blanques peó · f2 blanques peó · g2 blanques peó · b1 blanques torre · g1 blanques rei | b8 blanques torre · h8 negres torre · a7 negres torre · f7 negres peó · h7 negres rei · a6 negres peó · f6 negres alfil · g6 negres peó · h6 negres peó · c5 negres peó · f5 negres dama · c4 negres peó · e4 negres alfil · f4 blanques cavall · h4 blanques peó · c3 blanques alfil · g3 blanques dama · a2 blanques peó · c2 blanques peó · f2 blanques peó · g2 blanques peó · b1 blanques torre · g1 blanques rei | b8 blanques torre · h8 negres torre · a7 negres torre · f7 negres peó · h7 negres rei · a6 negres peó · f6 negres alfil · g6 negres peó · h6 negres peó · c5 negres peó · f5 negres dama · c4 negres peó · e4 negres alfil · f4 blanques cavall · h4 blanques peó · c3 blanques alfil · g3 blanques dama · a2 blanques peó · c2 blanques peó · f2 blanques peó · g2 blanques peó · b1 blanques torre · g1 blanques rei | b8 blanques torre · h8 negres torre · a7 negres torre · f7 negres peó · h7 negres rei · a6 negres peó · f6 negres alfil · g6 negres peó · h6 negres peó · c5 negres peó · f5 negres dama · c4 negres peó · e4 negres alfil · f4 blanques cavall · h4 blanques peó · c3 blanques alfil · g3 blanques dama · a2 blanques peó · c2 blanques peó · f2 blanques peó · g2 blanques peó · b1 blanques torre · g1 blanques rei | b8 blanques torre · h8 negres torre · a7 negres torre · f7 negres peó · h7 negres rei · a6 negres peó · f6 negres alfil · g6 negres peó · h6 negres peó · c5 negres peó · f5 negres dama · c4 negres peó · e4 negres alfil · f4 blanques cavall · h4 blanques peó · c3 blanques alfil · g3 blanques dama · a2 blanques peó · c2 blanques peó · f2 blanques peó · g2 blanques peó · b1 blanques torre · g1 blanques rei | b8 blanques torre · h8 negres torre · a7 negres torre · f7 negres peó · h7 negres rei · a6 negres peó · f6 negres alfil · g6 negres peó · h6 negres peó · c5 negres peó · f5 negres dama · c4 negres peó · e4 negres alfil · f4 blanques cavall · h4 blanques peó · c3 blanques alfil · g3 blanques dama · a2 blanques peó · c2 blanques peó · f2 blanques peó · g2 blanques peó · b1 blanques torre · g1 blanques rei | 7 |
| 6 | b8 blanques torre · h8 negres torre · a7 negres torre · f7 negres peó · h7 negres rei · a6 negres peó · f6 negres alfil · g6 negres peó · h6 negres peó · c5 negres peó · f5 negres dama · c4 negres peó · e4 negres alfil · f4 blanques cavall · h4 blanques peó · c3 blanques alfil · g3 blanques dama · a2 blanques peó · c2 blanques peó · f2 blanques peó · g2 blanques peó · b1 blanques torre · g1 blanques rei | b8 blanques torre · h8 negres torre · a7 negres torre · f7 negres peó · h7 negres rei · a6 negres peó · f6 negres alfil · g6 negres peó · h6 negres peó · c5 negres peó · f5 negres dama · c4 negres peó · e4 negres alfil · f4 blanques cavall · h4 blanques peó · c3 blanques alfil · g3 blanques dama · a2 blanques peó · c2 blanques peó · f2 blanques peó · g2 blanques peó · b1 blanques torre · g1 blanques rei | b8 blanques torre · h8 negres torre · a7 negres torre · f7 negres peó · h7 negres rei · a6 negres peó · f6 negres alfil · g6 negres peó · h6 negres peó · c5 negres peó · f5 negres dama · c4 negres peó · e4 negres alfil · f4 blanques cavall · h4 blanques peó · c3 blanques alfil · g3 blanques dama · a2 blanques peó · c2 blanques peó · f2 blanques peó · g2 blanques peó · b1 blanques torre · g1 blanques rei | b8 blanques torre · h8 negres torre · a7 negres torre · f7 negres peó · h7 negres rei · a6 negres peó · f6 negres alfil · g6 negres peó · h6 negres peó · c5 negres peó · f5 negres dama · c4 negres peó · e4 negres alfil · f4 blanques cavall · h4 blanques peó · c3 blanques alfil · g3 blanques dama · a2 blanques peó · c2 blanques peó · f2 blanques peó · g2 blanques peó · b1 blanques torre · g1 blanques rei | b8 blanques torre · h8 negres torre · a7 negres torre · f7 negres peó · h7 negres rei · a6 negres peó · f6 negres alfil · g6 negres peó · h6 negres peó · c5 negres peó · f5 negres dama · c4 negres peó · e4 negres alfil · f4 blanques cavall · h4 blanques peó · c3 blanques alfil · g3 blanques dama · a2 blanques peó · c2 blanques peó · f2 blanques peó · g2 blanques peó · b1 blanques torre · g1 blanques rei | b8 blanques torre · h8 negres torre · a7 negres torre · f7 negres peó · h7 negres rei · a6 negres peó · f6 negres alfil · g6 negres peó · h6 negres peó · c5 negres peó · f5 negres dama · c4 negres peó · e4 negres alfil · f4 blanques cavall · h4 blanques peó · c3 blanques alfil · g3 blanques dama · a2 blanques peó · c2 blanques peó · f2 blanques peó · g2 blanques peó · b1 blanques torre · g1 blanques rei | b8 blanques torre · h8 negres torre · a7 negres torre · f7 negres peó · h7 negres rei · a6 negres peó · f6 negres alfil · g6 negres peó · h6 negres peó · c5 negres peó · f5 negres dama · c4 negres peó · e4 negres alfil · f4 blanques cavall · h4 blanques peó · c3 blanques alfil · g3 blanques dama · a2 blanques peó · c2 blanques peó · f2 blanques peó · g2 blanques peó · b1 blanques torre · g1 blanques rei | b8 blanques torre · h8 negres torre · a7 negres torre · f7 negres peó · h7 negres rei · a6 negres peó · f6 negres alfil · g6 negres peó · h6 negres peó · c5 negres peó · f5 negres dama · c4 negres peó · e4 negres alfil · f4 blanques cavall · h4 blanques peó · c3 blanques alfil · g3 blanques dama · a2 blanques peó · c2 blanques peó · f2 blanques peó · g2 blanques peó · b1 blanques torre · g1 blanques rei | 6 |
| 5 | b8 blanques torre · h8 negres torre · a7 negres torre · f7 negres peó · h7 negres rei · a6 negres peó · f6 negres alfil · g6 negres peó · h6 negres peó · c5 negres peó · f5 negres dama · c4 negres peó · e4 negres alfil · f4 blanques cavall · h4 blanques peó · c3 blanques alfil · g3 blanques dama · a2 blanques peó · c2 blanques peó · f2 blanques peó · g2 blanques peó · b1 blanques torre · g1 blanques rei | b8 blanques torre · h8 negres torre · a7 negres torre · f7 negres peó · h7 negres rei · a6 negres peó · f6 negres alfil · g6 negres peó · h6 negres peó · c5 negres peó · f5 negres dama · c4 negres peó · e4 negres alfil · f4 blanques cavall · h4 blanques peó · c3 blanques alfil · g3 blanques dama · a2 blanques peó · c2 blanques peó · f2 blanques peó · g2 blanques peó · b1 blanques torre · g1 blanques rei | b8 blanques torre · h8 negres torre · a7 negres torre · f7 negres peó · h7 negres rei · a6 negres peó · f6 negres alfil · g6 negres peó · h6 negres peó · c5 negres peó · f5 negres dama · c4 negres peó · e4 negres alfil · f4 blanques cavall · h4 blanques peó · c3 blanques alfil · g3 blanques dama · a2 blanques peó · c2 blanques peó · f2 blanques peó · g2 blanques peó · b1 blanques torre · g1 blanques rei | b8 blanques torre · h8 negres torre · a7 negres torre · f7 negres peó · h7 negres rei · a6 negres peó · f6 negres alfil · g6 negres peó · h6 negres peó · c5 negres peó · f5 negres dama · c4 negres peó · e4 negres alfil · f4 blanques cavall · h4 blanques peó · c3 blanques alfil · g3 blanques dama · a2 blanques peó · c2 blanques peó · f2 blanques peó · g2 blanques peó · b1 blanques torre · g1 blanques rei | b8 blanques torre · h8 negres torre · a7 negres torre · f7 negres peó · h7 negres rei · a6 negres peó · f6 negres alfil · g6 negres peó · h6 negres peó · c5 negres peó · f5 negres dama · c4 negres peó · e4 negres alfil · f4 blanques cavall · h4 blanques peó · c3 blanques alfil · g3 blanques dama · a2 blanques peó · c2 blanques peó · f2 blanques peó · g2 blanques peó · b1 blanques torre · g1 blanques rei | b8 blanques torre · h8 negres torre · a7 negres torre · f7 negres peó · h7 negres rei · a6 negres peó · f6 negres alfil · g6 negres peó · h6 negres peó · c5 negres peó · f5 negres dama · c4 negres peó · e4 negres alfil · f4 blanques cavall · h4 blanques peó · c3 blanques alfil · g3 blanques dama · a2 blanques peó · c2 blanques peó · f2 blanques peó · g2 blanques peó · b1 blanques torre · g1 blanques rei | b8 blanques torre · h8 negres torre · a7 negres torre · f7 negres peó · h7 negres rei · a6 negres peó · f6 negres alfil · g6 negres peó · h6 negres peó · c5 negres peó · f5 negres dama · c4 negres peó · e4 negres alfil · f4 blanques cavall · h4 blanques peó · c3 blanques alfil · g3 blanques dama · a2 blanques peó · c2 blanques peó · f2 blanques peó · g2 blanques peó · b1 blanques torre · g1 blanques rei | b8 blanques torre · h8 negres torre · a7 negres torre · f7 negres peó · h7 negres rei · a6 negres peó · f6 negres alfil · g6 negres peó · h6 negres peó · c5 negres peó · f5 negres dama · c4 negres peó · e4 negres alfil · f4 blanques cavall · h4 blanques peó · c3 blanques alfil · g3 blanques dama · a2 blanques peó · c2 blanques peó · f2 blanques peó · g2 blanques peó · b1 blanques torre · g1 blanques rei | 5 |
| 4 | b8 blanques torre · h8 negres torre · a7 negres torre · f7 negres peó · h7 negres rei · a6 negres peó · f6 negres alfil · g6 negres peó · h6 negres peó · c5 negres peó · f5 negres dama · c4 negres peó · e4 negres alfil · f4 blanques cavall · h4 blanques peó · c3 blanques alfil · g3 blanques dama · a2 blanques peó · c2 blanques peó · f2 blanques peó · g2 blanques peó · b1 blanques torre · g1 blanques rei | b8 blanques torre · h8 negres torre · a7 negres torre · f7 negres peó · h7 negres rei · a6 negres peó · f6 negres alfil · g6 negres peó · h6 negres peó · c5 negres peó · f5 negres dama · c4 negres peó · e4 negres alfil · f4 blanques cavall · h4 blanques peó · c3 blanques alfil · g3 blanques dama · a2 blanques peó · c2 blanques peó · f2 blanques peó · g2 blanques peó · b1 blanques torre · g1 blanques rei | b8 blanques torre · h8 negres torre · a7 negres torre · f7 negres peó · h7 negres rei · a6 negres peó · f6 negres alfil · g6 negres peó · h6 negres peó · c5 negres peó · f5 negres dama · c4 negres peó · e4 negres alfil · f4 blanques cavall · h4 blanques peó · c3 blanques alfil · g3 blanques dama · a2 blanques peó · c2 blanques peó · f2 blanques peó · g2 blanques peó · b1 blanques torre · g1 blanques rei | b8 blanques torre · h8 negres torre · a7 negres torre · f7 negres peó · h7 negres rei · a6 negres peó · f6 negres alfil · g6 negres peó · h6 negres peó · c5 negres peó · f5 negres dama · c4 negres peó · e4 negres alfil · f4 blanques cavall · h4 blanques peó · c3 blanques alfil · g3 blanques dama · a2 blanques peó · c2 blanques peó · f2 blanques peó · g2 blanques peó · b1 blanques torre · g1 blanques rei | b8 blanques torre · h8 negres torre · a7 negres torre · f7 negres peó · h7 negres rei · a6 negres peó · f6 negres alfil · g6 negres peó · h6 negres peó · c5 negres peó · f5 negres dama · c4 negres peó · e4 negres alfil · f4 blanques cavall · h4 blanques peó · c3 blanques alfil · g3 blanques dama · a2 blanques peó · c2 blanques peó · f2 blanques peó · g2 blanques peó · b1 blanques torre · g1 blanques rei | b8 blanques torre · h8 negres torre · a7 negres torre · f7 negres peó · h7 negres rei · a6 negres peó · f6 negres alfil · g6 negres peó · h6 negres peó · c5 negres peó · f5 negres dama · c4 negres peó · e4 negres alfil · f4 blanques cavall · h4 blanques peó · c3 blanques alfil · g3 blanques dama · a2 blanques peó · c2 blanques peó · f2 blanques peó · g2 blanques peó · b1 blanques torre · g1 blanques rei | b8 blanques torre · h8 negres torre · a7 negres torre · f7 negres peó · h7 negres rei · a6 negres peó · f6 negres alfil · g6 negres peó · h6 negres peó · c5 negres peó · f5 negres dama · c4 negres peó · e4 negres alfil · f4 blanques cavall · h4 blanques peó · c3 blanques alfil · g3 blanques dama · a2 blanques peó · c2 blanques peó · f2 blanques peó · g2 blanques peó · b1 blanques torre · g1 blanques rei | b8 blanques torre · h8 negres torre · a7 negres torre · f7 negres peó · h7 negres rei · a6 negres peó · f6 negres alfil · g6 negres peó · h6 negres peó · c5 negres peó · f5 negres dama · c4 negres peó · e4 negres alfil · f4 blanques cavall · h4 blanques peó · c3 blanques alfil · g3 blanques dama · a2 blanques peó · c2 blanques peó · f2 blanques peó · g2 blanques peó · b1 blanques torre · g1 blanques rei | 4 |
| 3 | b8 blanques torre · h8 negres torre · a7 negres torre · f7 negres peó · h7 negres rei · a6 negres peó · f6 negres alfil · g6 negres peó · h6 negres peó · c5 negres peó · f5 negres dama · c4 negres peó · e4 negres alfil · f4 blanques cavall · h4 blanques peó · c3 blanques alfil · g3 blanques dama · a2 blanques peó · c2 blanques peó · f2 blanques peó · g2 blanques peó · b1 blanques torre · g1 blanques rei | b8 blanques torre · h8 negres torre · a7 negres torre · f7 negres peó · h7 negres rei · a6 negres peó · f6 negres alfil · g6 negres peó · h6 negres peó · c5 negres peó · f5 negres dama · c4 negres peó · e4 negres alfil · f4 blanques cavall · h4 blanques peó · c3 blanques alfil · g3 blanques dama · a2 blanques peó · c2 blanques peó · f2 blanques peó · g2 blanques peó · b1 blanques torre · g1 blanques rei | b8 blanques torre · h8 negres torre · a7 negres torre · f7 negres peó · h7 negres rei · a6 negres peó · f6 negres alfil · g6 negres peó · h6 negres peó · c5 negres peó · f5 negres dama · c4 negres peó · e4 negres alfil · f4 blanques cavall · h4 blanques peó · c3 blanques alfil · g3 blanques dama · a2 blanques peó · c2 blanques peó · f2 blanques peó · g2 blanques peó · b1 blanques torre · g1 blanques rei | b8 blanques torre · h8 negres torre · a7 negres torre · f7 negres peó · h7 negres rei · a6 negres peó · f6 negres alfil · g6 negres peó · h6 negres peó · c5 negres peó · f5 negres dama · c4 negres peó · e4 negres alfil · f4 blanques cavall · h4 blanques peó · c3 blanques alfil · g3 blanques dama · a2 blanques peó · c2 blanques peó · f2 blanques peó · g2 blanques peó · b1 blanques torre · g1 blanques rei | b8 blanques torre · h8 negres torre · a7 negres torre · f7 negres peó · h7 negres rei · a6 negres peó · f6 negres alfil · g6 negres peó · h6 negres peó · c5 negres peó · f5 negres dama · c4 negres peó · e4 negres alfil · f4 blanques cavall · h4 blanques peó · c3 blanques alfil · g3 blanques dama · a2 blanques peó · c2 blanques peó · f2 blanques peó · g2 blanques peó · b1 blanques torre · g1 blanques rei | b8 blanques torre · h8 negres torre · a7 negres torre · f7 negres peó · h7 negres rei · a6 negres peó · f6 negres alfil · g6 negres peó · h6 negres peó · c5 negres peó · f5 negres dama · c4 negres peó · e4 negres alfil · f4 blanques cavall · h4 blanques peó · c3 blanques alfil · g3 blanques dama · a2 blanques peó · c2 blanques peó · f2 blanques peó · g2 blanques peó · b1 blanques torre · g1 blanques rei | b8 blanques torre · h8 negres torre · a7 negres torre · f7 negres peó · h7 negres rei · a6 negres peó · f6 negres alfil · g6 negres peó · h6 negres peó · c5 negres peó · f5 negres dama · c4 negres peó · e4 negres alfil · f4 blanques cavall · h4 blanques peó · c3 blanques alfil · g3 blanques dama · a2 blanques peó · c2 blanques peó · f2 blanques peó · g2 blanques peó · b1 blanques torre · g1 blanques rei | b8 blanques torre · h8 negres torre · a7 negres torre · f7 negres peó · h7 negres rei · a6 negres peó · f6 negres alfil · g6 negres peó · h6 negres peó · c5 negres peó · f5 negres dama · c4 negres peó · e4 negres alfil · f4 blanques cavall · h4 blanques peó · c3 blanques alfil · g3 blanques dama · a2 blanques peó · c2 blanques peó · f2 blanques peó · g2 blanques peó · b1 blanques torre · g1 blanques rei | 3 |
| 2 | b8 blanques torre · h8 negres torre · a7 negres torre · f7 negres peó · h7 negres rei · a6 negres peó · f6 negres alfil · g6 negres peó · h6 negres peó · c5 negres peó · f5 negres dama · c4 negres peó · e4 negres alfil · f4 blanques cavall · h4 blanques peó · c3 blanques alfil · g3 blanques dama · a2 blanques peó · c2 blanques peó · f2 blanques peó · g2 blanques peó · b1 blanques torre · g1 blanques rei | b8 blanques torre · h8 negres torre · a7 negres torre · f7 negres peó · h7 negres rei · a6 negres peó · f6 negres alfil · g6 negres peó · h6 negres peó · c5 negres peó · f5 negres dama · c4 negres peó · e4 negres alfil · f4 blanques cavall · h4 blanques peó · c3 blanques alfil · g3 blanques dama · a2 blanques peó · c2 blanques peó · f2 blanques peó · g2 blanques peó · b1 blanques torre · g1 blanques rei | b8 blanques torre · h8 negres torre · a7 negres torre · f7 negres peó · h7 negres rei · a6 negres peó · f6 negres alfil · g6 negres peó · h6 negres peó · c5 negres peó · f5 negres dama · c4 negres peó · e4 negres alfil · f4 blanques cavall · h4 blanques peó · c3 blanques alfil · g3 blanques dama · a2 blanques peó · c2 blanques peó · f2 blanques peó · g2 blanques peó · b1 blanques torre · g1 blanques rei | b8 blanques torre · h8 negres torre · a7 negres torre · f7 negres peó · h7 negres rei · a6 negres peó · f6 negres alfil · g6 negres peó · h6 negres peó · c5 negres peó · f5 negres dama · c4 negres peó · e4 negres alfil · f4 blanques cavall · h4 blanques peó · c3 blanques alfil · g3 blanques dama · a2 blanques peó · c2 blanques peó · f2 blanques peó · g2 blanques peó · b1 blanques torre · g1 blanques rei | b8 blanques torre · h8 negres torre · a7 negres torre · f7 negres peó · h7 negres rei · a6 negres peó · f6 negres alfil · g6 negres peó · h6 negres peó · c5 negres peó · f5 negres dama · c4 negres peó · e4 negres alfil · f4 blanques cavall · h4 blanques peó · c3 blanques alfil · g3 blanques dama · a2 blanques peó · c2 blanques peó · f2 blanques peó · g2 blanques peó · b1 blanques torre · g1 blanques rei | b8 blanques torre · h8 negres torre · a7 negres torre · f7 negres peó · h7 negres rei · a6 negres peó · f6 negres alfil · g6 negres peó · h6 negres peó · c5 negres peó · f5 negres dama · c4 negres peó · e4 negres alfil · f4 blanques cavall · h4 blanques peó · c3 blanques alfil · g3 blanques dama · a2 blanques peó · c2 blanques peó · f2 blanques peó · g2 blanques peó · b1 blanques torre · g1 blanques rei | b8 blanques torre · h8 negres torre · a7 negres torre · f7 negres peó · h7 negres rei · a6 negres peó · f6 negres alfil · g6 negres peó · h6 negres peó · c5 negres peó · f5 negres dama · c4 negres peó · e4 negres alfil · f4 blanques cavall · h4 blanques peó · c3 blanques alfil · g3 blanques dama · a2 blanques peó · c2 blanques peó · f2 blanques peó · g2 blanques peó · b1 blanques torre · g1 blanques rei | b8 blanques torre · h8 negres torre · a7 negres torre · f7 negres peó · h7 negres rei · a6 negres peó · f6 negres alfil · g6 negres peó · h6 negres peó · c5 negres peó · f5 negres dama · c4 negres peó · e4 negres alfil · f4 blanques cavall · h4 blanques peó · c3 blanques alfil · g3 blanques dama · a2 blanques peó · c2 blanques peó · f2 blanques peó · g2 blanques peó · b1 blanques torre · g1 blanques rei | 2 |
| 1 | b8 blanques torre · h8 negres torre · a7 negres torre · f7 negres peó · h7 negres rei · a6 negres peó · f6 negres alfil · g6 negres peó · h6 negres peó · c5 negres peó · f5 negres dama · c4 negres peó · e4 negres alfil · f4 blanques cavall · h4 blanques peó · c3 blanques alfil · g3 blanques dama · a2 blanques peó · c2 blanques peó · f2 blanques peó · g2 blanques peó · b1 blanques torre · g1 blanques rei | b8 blanques torre · h8 negres torre · a7 negres torre · f7 negres peó · h7 negres rei · a6 negres peó · f6 negres alfil · g6 negres peó · h6 negres peó · c5 negres peó · f5 negres dama · c4 negres peó · e4 negres alfil · f4 blanques cavall · h4 blanques peó · c3 blanques alfil · g3 blanques dama · a2 blanques peó · c2 blanques peó · f2 blanques peó · g2 blanques peó · b1 blanques torre · g1 blanques rei | b8 blanques torre · h8 negres torre · a7 negres torre · f7 negres peó · h7 negres rei · a6 negres peó · f6 negres alfil · g6 negres peó · h6 negres peó · c5 negres peó · f5 negres dama · c4 negres peó · e4 negres alfil · f4 blanques cavall · h4 blanques peó · c3 blanques alfil · g3 blanques dama · a2 blanques peó · c2 blanques peó · f2 blanques peó · g2 blanques peó · b1 blanques torre · g1 blanques rei | b8 blanques torre · h8 negres torre · a7 negres torre · f7 negres peó · h7 negres rei · a6 negres peó · f6 negres alfil · g6 negres peó · h6 negres peó · c5 negres peó · f5 negres dama · c4 negres peó · e4 negres alfil · f4 blanques cavall · h4 blanques peó · c3 blanques alfil · g3 blanques dama · a2 blanques peó · c2 blanques peó · f2 blanques peó · g2 blanques peó · b1 blanques torre · g1 blanques rei | b8 blanques torre · h8 negres torre · a7 negres torre · f7 negres peó · h7 negres rei · a6 negres peó · f6 negres alfil · g6 negres peó · h6 negres peó · c5 negres peó · f5 negres dama · c4 negres peó · e4 negres alfil · f4 blanques cavall · h4 blanques peó · c3 blanques alfil · g3 blanques dama · a2 blanques peó · c2 blanques peó · f2 blanques peó · g2 blanques peó · b1 blanques torre · g1 blanques rei | b8 blanques torre · h8 negres torre · a7 negres torre · f7 negres peó · h7 negres rei · a6 negres peó · f6 negres alfil · g6 negres peó · h6 negres peó · c5 negres peó · f5 negres dama · c4 negres peó · e4 negres alfil · f4 blanques cavall · h4 blanques peó · c3 blanques alfil · g3 blanques dama · a2 blanques peó · c2 blanques peó · f2 blanques peó · g2 blanques peó · b1 blanques torre · g1 blanques rei | b8 blanques torre · h8 negres torre · a7 negres torre · f7 negres peó · h7 negres rei · a6 negres peó · f6 negres alfil · g6 negres peó · h6 negres peó · c5 negres peó · f5 negres dama · c4 negres peó · e4 negres alfil · f4 blanques cavall · h4 blanques peó · c3 blanques alfil · g3 blanques dama · a2 blanques peó · c2 blanques peó · f2 blanques peó · g2 blanques peó · b1 blanques torre · g1 blanques rei | b8 blanques torre · h8 negres torre · a7 negres torre · f7 negres peó · h7 negres rei · a6 negres peó · f6 negres alfil · g6 negres peó · h6 negres peó · c5 negres peó · f5 negres dama · c4 negres peó · e4 negres alfil · f4 blanques cavall · h4 blanques peó · c3 blanques alfil · g3 blanques dama · a2 blanques peó · c2 blanques peó · f2 blanques peó · g2 blanques peó · b1 blanques torre · g1 blanques rei | 1 |
|   | a | b | c | d | e | f | g | h |   |

Posició després de 28. ... Af6?
La següent partida il·lustra l'estil agut i tàctic de Tseitlin.
Tseitlin - V. Karasev, Severodonetsk, 1982
1. e4 c5 2. Cf3 d6 3. d4 Cf6 4. Cc3 cd4 5. Cd4
a6 6. Ag5 Nbd7 7. Ac4 h6 8. Ae3 e6 9. O-O Cc5 10. Df3 b5 11. b4!? bc4
12.bc5 dc5 (vegeu el primer diagrama) 13. Cf5! Ab7
La següent línia il·lustra els perills que té la defensa negra: 13... ef5 14. ef5 Ta7 15. Tfe1 Ae7 16. Ac5 Td7 17.Ae7 Te7 18. Dc6+ Cd7 19. Cd5! Te1+ 20. Te1+ Rf8 21. Dd6+ Rg8 22. Ce7+ Rh7
23. Dg6+!! fg6 24. fg6!#
14. Tab1 Dc8 15. Cg3 Ae7 16. Ca4 Cd7 17. Ch5 Rf8
Les negres no es poden enrocar degut a 18.Dg4
18. Cb6 Cb6 19. Tb6 g6 20. Tfb1 Ta7
21. Cf4 Rg7 22. Ad2 Af6 23. Dg3 Rh7 24. Te6 Ag5 25. Teb6 Ae4 26. h4 Ad8
27.Tb8 Df5 28. Ac3 Af6? (vegeu el segon diagrama)
En zeitnot Karasev no troba la millor defensa, 28.... Te8
29. Ch5!! - És impossible enfrontar-se a una sorpresa com aquesta, fins i tot amb temps suficient. Si 29. ... gh 30.Th8+ Ah8 llavors 31. Tb8 és guanyadora.

29. ... Tb8 30.Cf6+ Df6 31. Tb8 1-0